# Martin Banks
Martin Buford Banks junior (* 21. Juni 1936 in Austin, Texas; † 20. August 2004 ebenda) war ein US-amerikanischer Jazztrompeter.

## Leben und Wirken
Banks’ Vater war in Chicago Posaunist bei King Kolax. Martin Banks wuchs in Ost-Austin auf und besuchte die L.L. Campbell Elementary School sowie die Anderson High School, bevor er 1953 zu einem Onkel nach San Francisco zog, wo er Musik am City College studierte. Er war stark von Kenny Dorham beeinflusst, der wenige Jahre vor Banks die Anderson High School abgeschlossen hatte. Anschließend zog er nach Los Angeles, um in der lokalen Jazzszene zu arbeiten; mit Dexter Gordon entstanden 1961 erste Aufnahmen (The Resurgence of Dexter Gordon). In den folgenden Jahren wirkte er außerdem bei Sessions von Ray Charles (Sticks and Stones), Archie Shepp (Magic of Ju-Ju 1967), Harold Land (Take Aim), Eddie „Cleanhead“ Vinson, Rahsaan Roland Kirk und Freddie King (My Feeling for the Blues) mit.
Nach seinem Umzug nach New York war Banks in den 1960er und 1970er Jahren vorwiegend als Bandmusiker aktiv; er arbeitete bei Duke Ellington, Count Basie, James Brown, B. B. King, Lionel Hampton, Dizzy Gillespie, Booker Ervin, David „Fathead“ Newman und Sun Ra. Ferner war er Mitglied der Hausband im Apollo Theater in New York und bei Motown Records in Detroit. Nach seiner Rückkehr nach Austin 1988 arbeitete er in der dortigen Musikszene u. a. mit James Polk, Alex Coke, Tina Marshs Creative Opportunity Orchestra, Slim Richeys Dream Band und Ephraim Owens. Banks wurde nach seinem Tod in die Texas Music Hall of Fame aufgenommen.

## Diskographische Hinweise
- Texas Trumpets Featuring the Eastside Band (2003)